# Faizabad
Faizabad es una ciudad en el estado indio de Uttar Pradesh. Fue la sede del distrito de Faizabad hasta que en 2018 se renombró el distrito de Faizabad como Ayodhya, se trasladó la sede administrativa del distrito a la ciudad de Ayodhya. Faizabad está situado a orillas del río Ghaghra, unos 130 km al este de la capital del estado Lucknow.

## Historia
Se dice que la referencia más temprana hecha a Ayodhya está en el Ramayana pero otras fuentes indican que se hacía referencia a la ciudad santa de Ayodhya y a no Faizabad. Nawab Sa'adat Khan mandó construir los primeros asentamientos a lo largo de las orillas del río con un acantonamiento que consiste en una fortaleza y chozas de barro. Debido a estas viviendas temporales, Faizabad se conoció por primera vez como 'Bangla'.

### Establecimiento del estado principesco de Avadh
Avadh, un estado principesco de la India, se consolidó en el año 1722 con Faizabad como su capital y Saadat Ali Khan I como su primer Nawab y progenitor de Nawabs de Awadh. Él puso los cimientos de su propio palacio en Saket, en las afueras de la antigua ciudad de Ayodhya, y renombró esa ciudad a Faizabad.
Faizabad siguió creciendo durante el reinado de Safdar Jang, el segundo nawab de Avadh (1739-1754), que convirtió la ciudad en su cuartel militar principal, mientras que su sucesor Shuja-ud-Daula lo convirtió en una ciudad capital completa.
El Nawab Shuja-ud-Daula, que fue el tercero de Awadh, terminó de desarrollar la ciudad, que, se convirtió en una capital de pleno derecho con jardines, palacios, mercados, carreteras y otras infraestructuras. En 1764 construyó un fuerte conocido como Chhota Calcuta, ahora en ruinas. Bajo el reinado de Shuja-ud-Daula, Faizabad alcanzó su culminación como un importante centro de comercio y comercio en el norte de la India y atrajo a viajeros, escritores, comerciantes y artistas de toda Europa y Asia.
Durante el reinado de Shuja-Ud-Daula, Faizabad alcanzó tal prosperidad que nunca volvió a ver.
La esposa de Shuja-ud-daula era la conocida Bahu Begum, se casó con el Nawab en 1743 y continuó residiendo en Faizabad. Muy cerca, en Jawaharbagh, se encuentra su Maqbara, donde fue enterrada después de su muerte en 1816. La tumba es considerada como la mejor de los edificios de este tipo en Avadh. Se puede obtener una hermosa vista de la ciudad desde la parte superior de la tumba del begum. Bahu Begum era una mujer de gran distinción y rango, con dignidad. La mayoría de los edificios musulmanes de Faizabad se le atribuyen. Desde la fecha de la muerte de Bahu Begum en 1815 hasta la anexión de Avadh, la ciudad de Faizabad fue decayendo gradualmente. La gloria de Faizabad finalmente eclipsó con el desplazamiento de la capital de Faizabad a Lucknow por el Nawab Asaf-ud-daula.
Se puede leer una historia detallada de Faizabad en 'Tareekh-e-Farahbaksh', escrita por Munshi Mohd. Este libro ha sido traducido al inglés por Hamid Afaq Qureshi como 'Memorias de Faizabad'. Faizabad también encuentra una mención prominente y detallada en 'Guzishta Lakhnau' escrita por Maulvi Abdul Halim 'Sharar'.

## Demografía
Según el censo de India, la población de Faizabad en 2011 era de 167 544 habitantes, de los cuales 87 279 eran hombres y 80 265 eran mujeres. La proporción de sexos de la ciudad de Faizabad es de 920 mujeres por 1000 hombres. En la sección de educación, el total de alfabetizados en la ciudad de Faizabad es de 130.700, de los cuales 70.243 son hombres, mientras que 60.457 son mujeres. La tasa promedio de alfabetización de la ciudad de Faizabad es del 86.52 por ciento, de los cuales la alfabetización de hombres y mujeres fue de 89.34 y 83.45 por ciento, respectivamente. El total de niños (0–6) en la ciudad de Faizabad es de 16 479 niños, según la cifra del informe del censo de India de 2011. Había 8 658 niños, mientras que 7 821 son niñas. La proporción de sexos en edades infantiles era de 903 niñas por 1000 niños.

## Geografía

### Clima
| Parámetros climáticos promedio de Faizabad | Parámetros climáticos promedio de Faizabad | Parámetros climáticos promedio de Faizabad | Parámetros climáticos promedio de Faizabad | Parámetros climáticos promedio de Faizabad | Parámetros climáticos promedio de Faizabad | Parámetros climáticos promedio de Faizabad | Parámetros climáticos promedio de Faizabad | Parámetros climáticos promedio de Faizabad | Parámetros climáticos promedio de Faizabad | Parámetros climáticos promedio de Faizabad | Parámetros climáticos promedio de Faizabad | Parámetros climáticos promedio de Faizabad | Parámetros climáticos promedio de Faizabad |
| Mes                                        | Ene.                                       | Feb.                                       | Mar.                                       | Abr.                                       | May.                                       | Jun.                                       | Jul.                                       | Ago.                                       | Sep.                                       | Oct.                                       | Nov.                                       | Dic.                                       | Anual                                      |
| ------------------------------------------ | ------------------------------------------ | ------------------------------------------ | ------------------------------------------ | ------------------------------------------ | ------------------------------------------ | ------------------------------------------ | ------------------------------------------ | ------------------------------------------ | ------------------------------------------ | ------------------------------------------ | ------------------------------------------ | ------------------------------------------ | ------------------------------------------ |
| Temp. máx. abs. (°C)                       | 28                                         | 32                                         | 41                                         | 44                                         | 46                                         | 48                                         | 41                                         | 38                                         | 38                                         | 37                                         | 33                                         | 28                                         | 48                                         |
| Temp. máx. media (°C)                      | 18                                         | 26                                         | 32                                         | 36                                         | 40                                         | 41                                         | 36                                         | 34                                         | 35                                         | 32                                         | 26                                         | 20                                         | 33                                         |
| Temp. mín. media (°C)                      | 6                                          | 12                                         | 16                                         | 22                                         | 27                                         | 29                                         | 27                                         | 26                                         | 25                                         | 20                                         | 12                                         | 7                                          | 15                                         |
| Temp. mín. abs. (°C)                       | -3                                         | 7                                          | 11                                         | 15                                         | 20                                         | 22                                         | 20                                         | 18                                         | 21                                         | 15                                         | 9                                          | 0.5                                        | '                                          |
| Precipitación total (mm)                   | 23                                         | 16                                         | 9                                          | 5                                          | 6                                          | 68                                         | 201                                        | 286                                        | 202                                        | 43                                         | 7                                          | 8                                          | 881                                        |
| Fuente:                                    |                                            |                                            |                                            |                                            |                                            |                                            |                                            |                                            |                                            |                                            |                                            |                                            |                                            |

 Las temperaturas de verano (marzo a julio) varían habitualmente de 35 a 45 grados Celsius. Las temperaturas de invierno (noviembre a febrero) varían de 6 a 25 grados Celsius. La lluvias son abundantes durante la temporada del monzón.

## Transporte

### Por carretera
Faizabad está situado a lo largo de la nacional 28 y tiene buenas conexiones por carretera con Kanpur (213 km), Lucknow (127 km), Benarés (202 km), Allahabad (161 km) y Gorakhpur (165 km). Los servicios de transporte público por carretera conectan estas ciudades con buses que pasan por estas ciudades.

### En tren
El Faizabad Superfast Express es un tren que circula semanalmente conectando Faizabad con Mumbai. Es uno de los dos trenes que circula entre Faizabad y Mumbai. El otro es el Saket Express, que circula dos veces por semana. ElRameswaram - Faizabad Shraddha Sethu Express es un tren semanal que conecta Rameswaram en Tamil Nadu y Faizabad en Uttar Pradesh. Tarda alrededor de 3 días en llegar a su destino y es conocido por ser uno de los trenes más largos de la India. Algunos trenes que llevan correo conectan Faizabad con Calcuta, Nueva Delhi y Mumbai.

### Por aire
Los aeropuertos más cercanos a la ciudad de Faizabad son el aeropuerto internacional de Lucknow a 128 km, el aeropuerto de Allahabad a 144 km y el aeropuerto internacional de Varanasi a 200 km.
Aeropuerto de Faizabad:

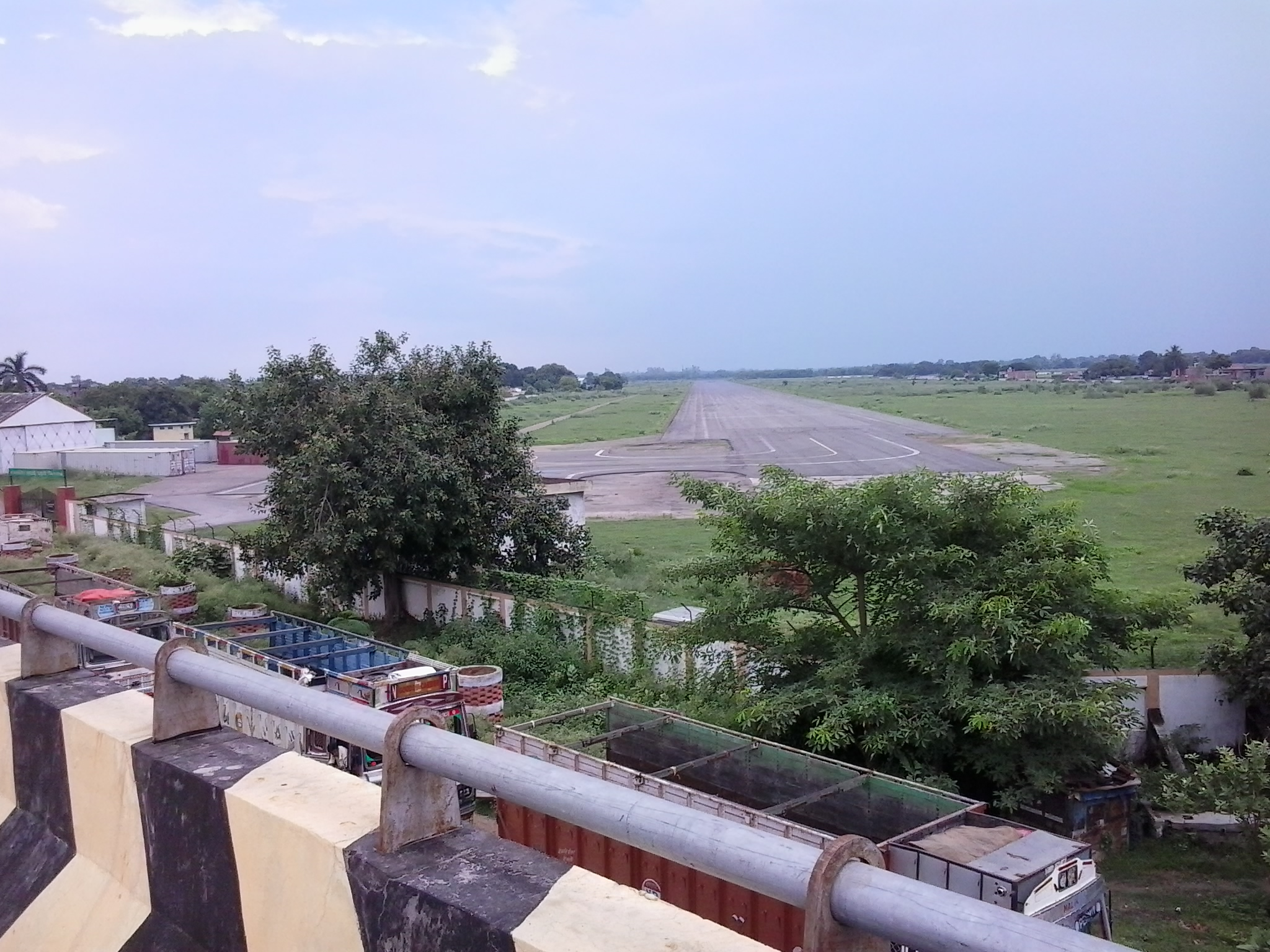
La pista de aterrizaje del aeropuerto de Faizabad.

La ciudad tiene un antiguo aeropuerto y una escuela de vuelo, ahora abandonados. La falta de iniciativa por parte del gobierno han dejado que el aeropuerto caiga en desuso. El exministro de aviación del sindicato, Ajit Singh, está constantemente exigiendo que este aeropuerto sea entregado a la Autoridad de Aeropuertos de la India para que el aeropuerto pueda desarrollarse aún más y los vuelos nacionales programados puedan ser operables desde este aeropuerto. Últimamente los esfuerzos para convertir este aeropuerto en un aeropuerto doméstico han aumentado.

## Lugares de interés

### Turismo

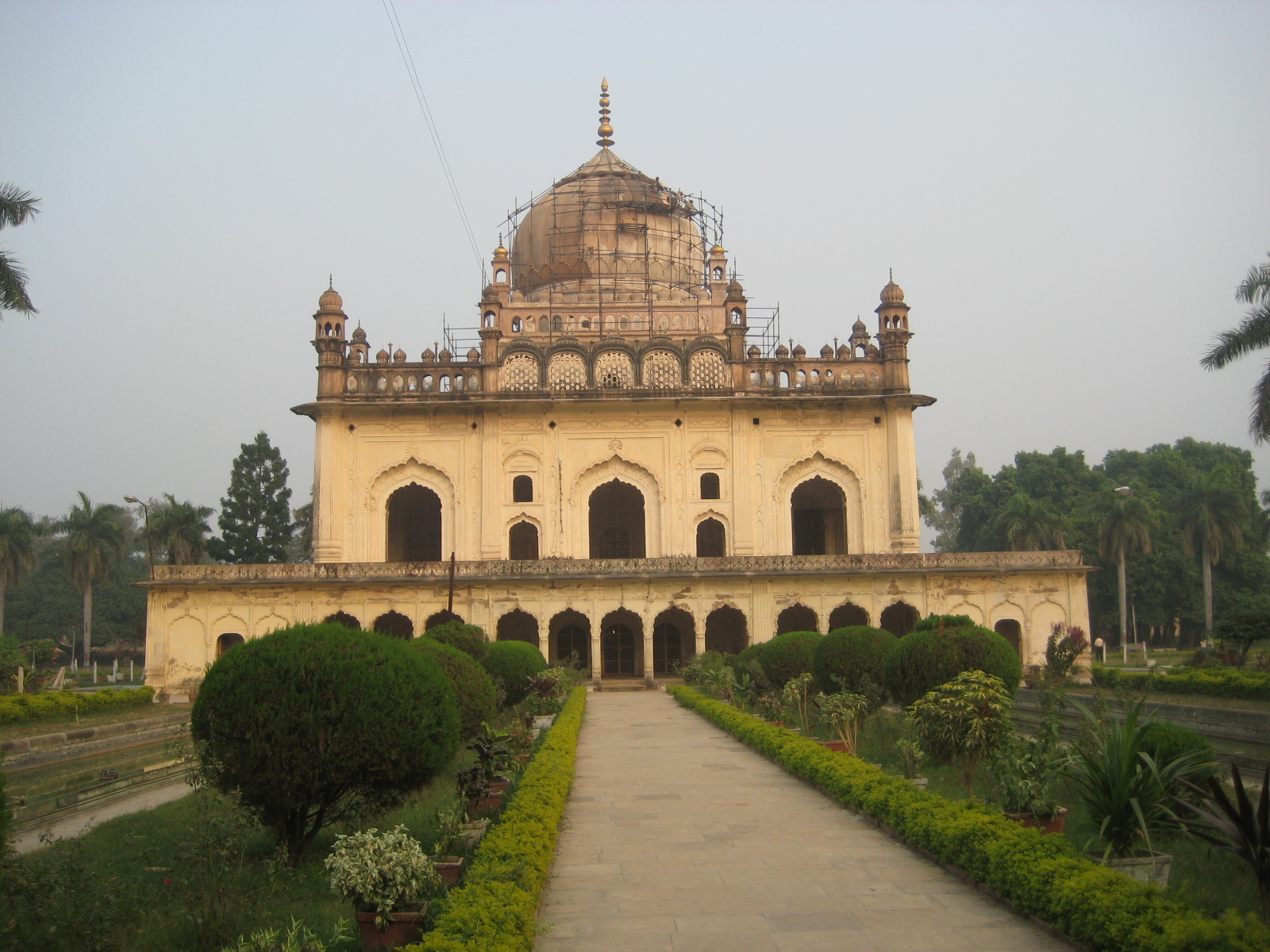
Gulab Bari es la tumba del tercer Nawab de Awadh Nawab Shuja-ud-Daula en Faizabad

Gulab Bari (Jardín de Rosas): es la tumba del Nawab Shuja-ud-Daula (El tercer Nawab de Awadh) El sitio tiene una buena colección de rosas de diferentes orígenes y variedades.

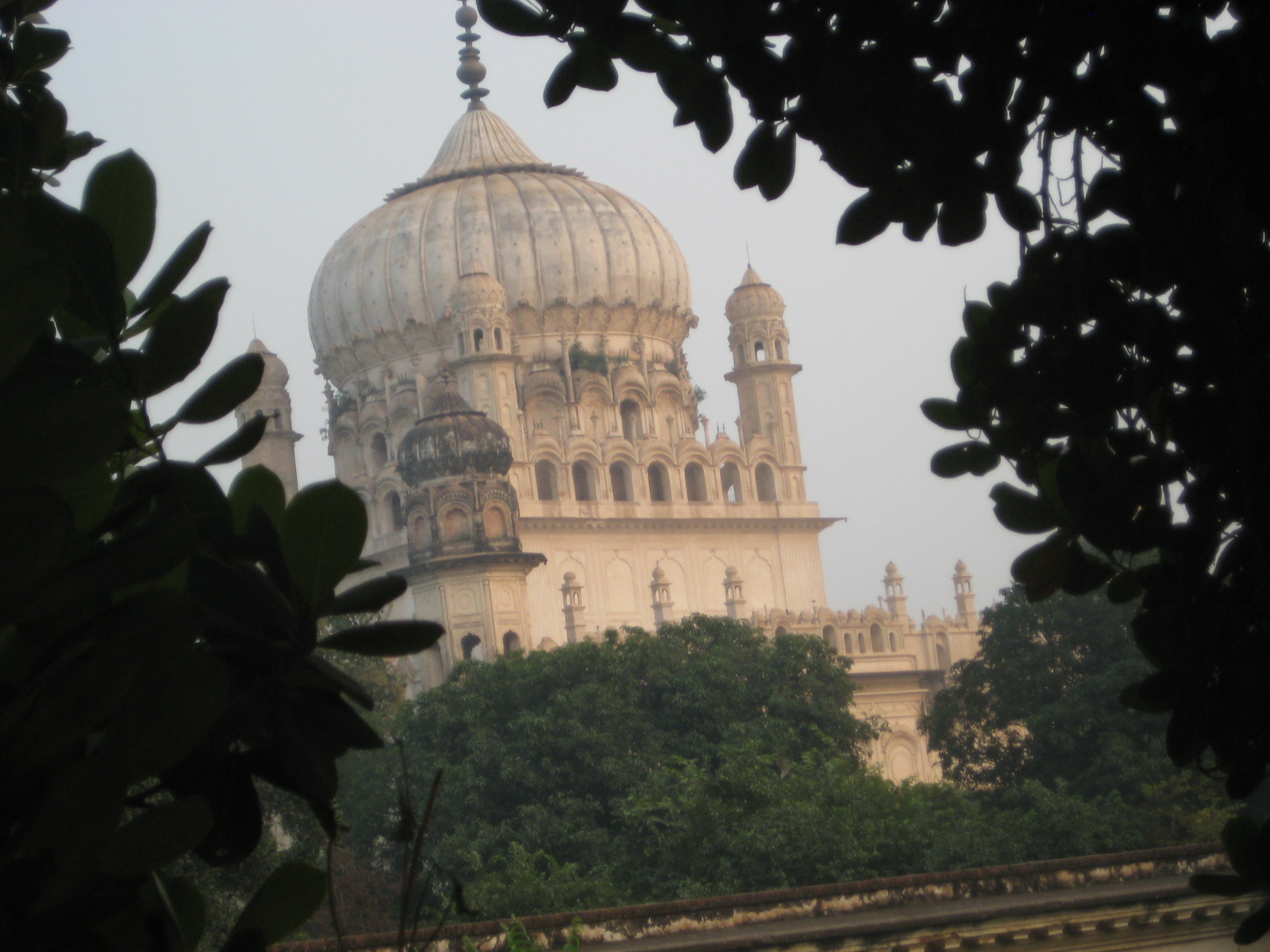
Bahu Begum ka Maqbara (Mausoleo de Bahu Begum) en Faizabad

Bahu Begum ka Maqbara (El Mausoleo de la Reina Novia): es el monumento construido para la reina de Nawab Shujah-ud-Daulah. El edificio, uno de los más altos de Faizabad, está siendo víctima de la negligencia y se está deteriorando rápidamente.[cita requerida]
Guptar Ghat (El Embarcadero): es el lugar donde se cree que el dios Rama dejó la tierra para ir a la morada divina del Señor Vishnu, ahogándose. Tiene vistas al río Saryu y en él hay varios templos antiguos.
Jardines de la empresa: Junto al Guptar Ghat, a orillas del río Saryu, se encuentran este jardín construido durante el dominio británico de la india. Está bien mantenido y es conocido por sus verdes y tranquilos jardines alejados del ajetreo de la ciudad. También se encuentran a poca distancia los restos del fuerte construido por Nawab Shuja-ud-Daula después de la batalla de Buxar.
Ghanta Ghar: el corazón de Faizabad alberga una torre del reloj, situada en el centro de la ciudad. Todas las distancias dentro de la ciudad se miden desde esta ubicación. Aquí se halla el principal mercado de verduras y especias de la ciudad.
Maharshi Balmiki Ashram Babuapur: este lugar fue llamado así por el gran santo Maharishi Balmilki, que escribió el Ramayan en idioma sánscrito en la época del Señor Rama. Se encuentra ubicado a unos 28 km de la ciudad de Faizabad en el pueblo de Babuapur.

### Lugares de compras

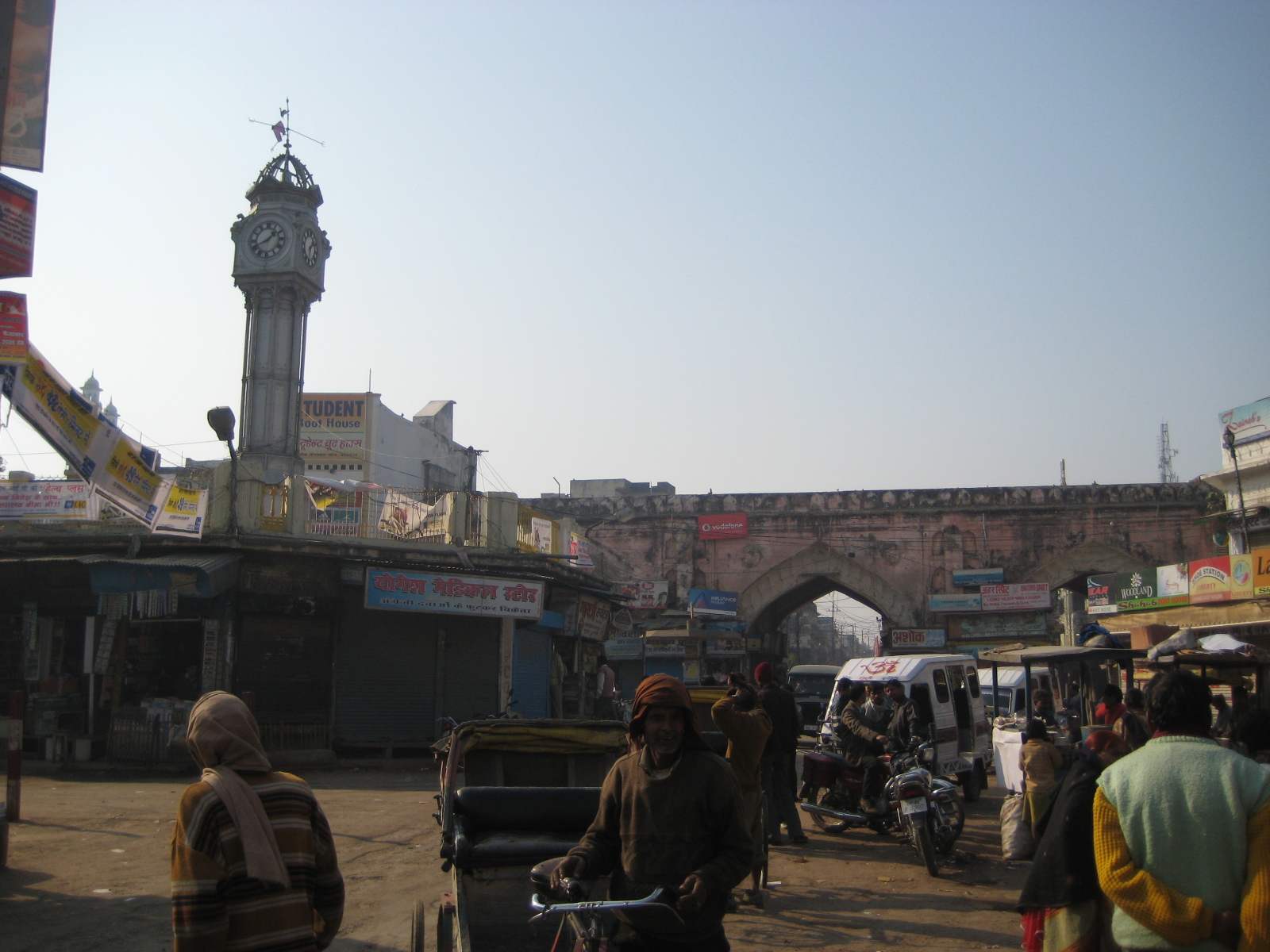
Faizabad Chowk, es el corazón de la ciudad.

Faizabad Chowk: situado cerca de Ghanta Ghar, es el mercado principal de la ciudad de Faizabad. Se pueden encontrar en él especias, frutas, verduras y otros productos.
Rekabgunj: a un kilómetro de Chowk, en dirección a Lucknow, está el mercado de Rekabjunj, en el que se encuentran numerosas farmacias. También se encuentran varios vendedores de semillas, en las que se aprovisionan los granjeros de los alrededores. 
Bajaja: conocido también como Subhas Nagar, alberga un mercado de ropa y artículos de ropa.
Fatehganj: es un mercado de alimentos al por mayor y de otros objetos del hogar. Se encuentra en la misma carretera que Bajaja. Cerca de aquí se encuentran las estaciones de trenes y de autobuses.

## Cocina faizabadi
Siendo tradicionalmente una parte no integrada de Awadh ; La cocina Awadhi es la cocina popular en Faizabad. 

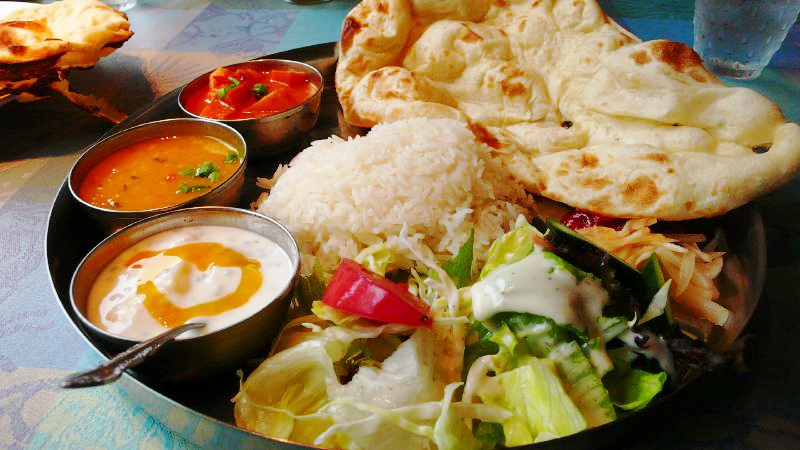
Awadhi thali (plato) con pan Naan, Daal, Raita, Shahi paneer y Ensalada.
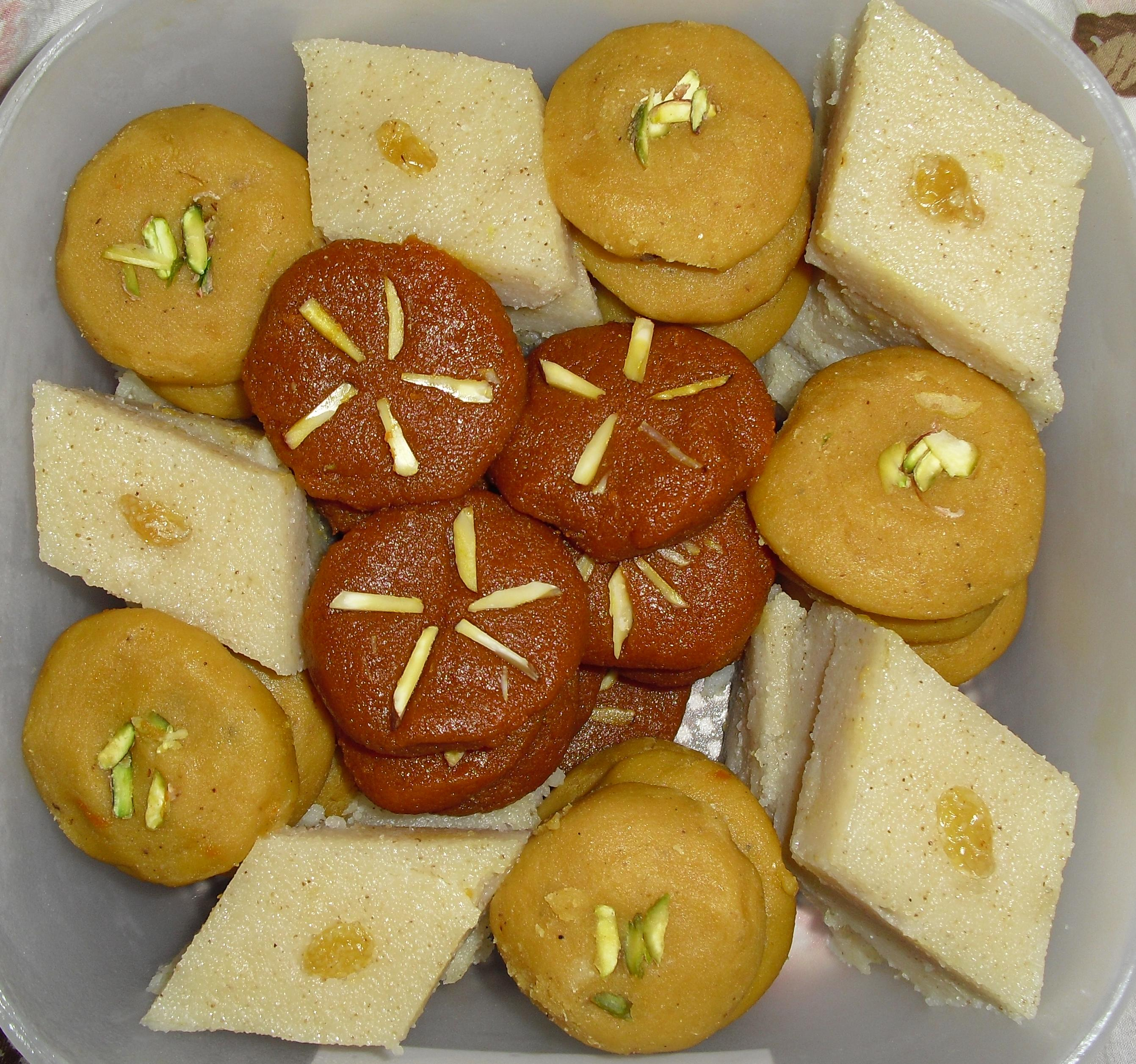
Algunos halva variados, incluidos sooji, chana y gajar halva
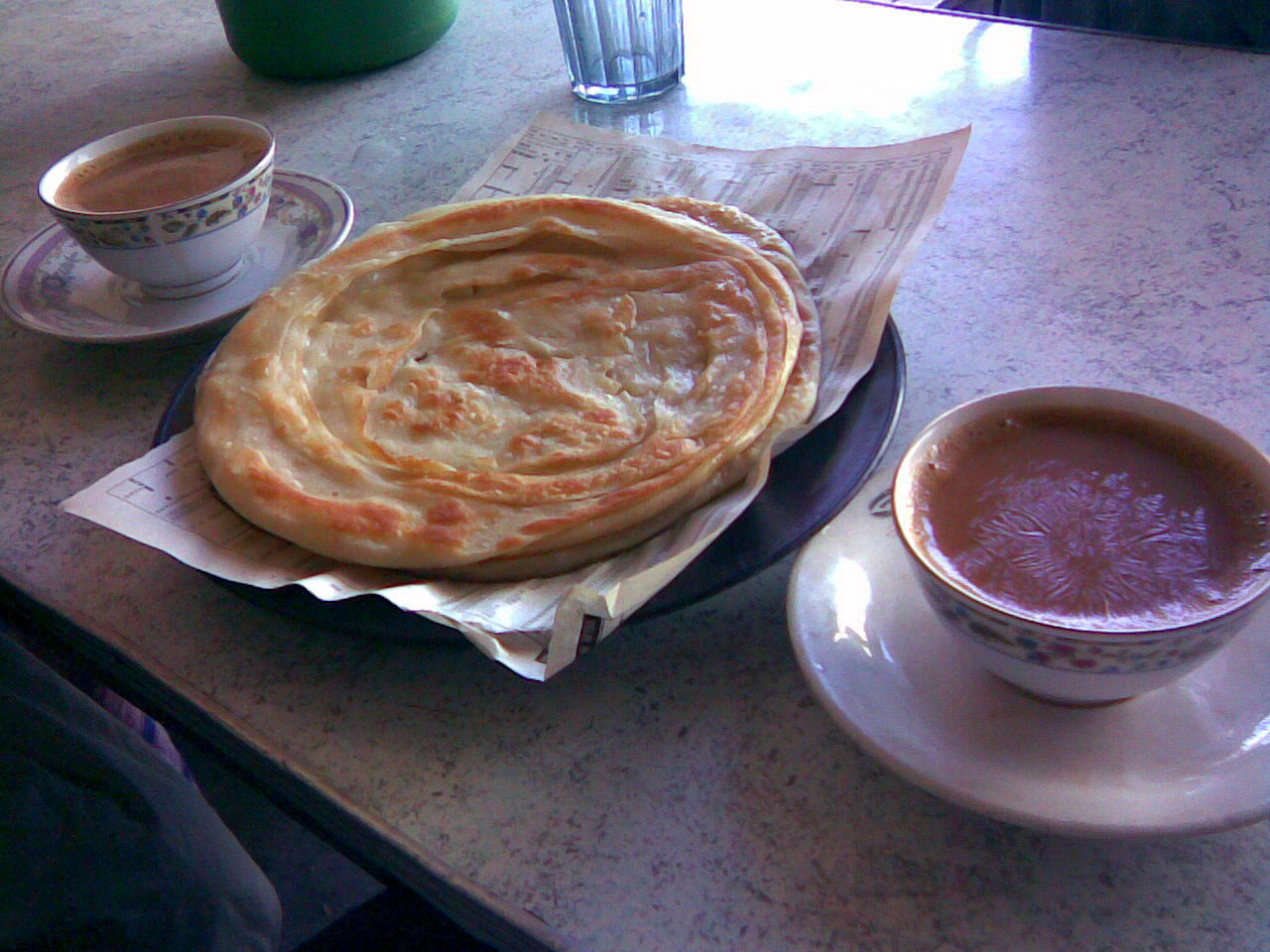
Paratha servido con té.
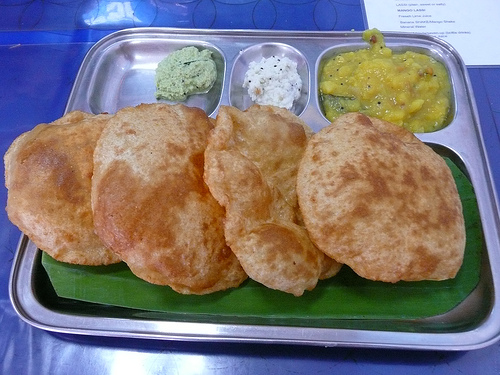
Puri con acompañamientos
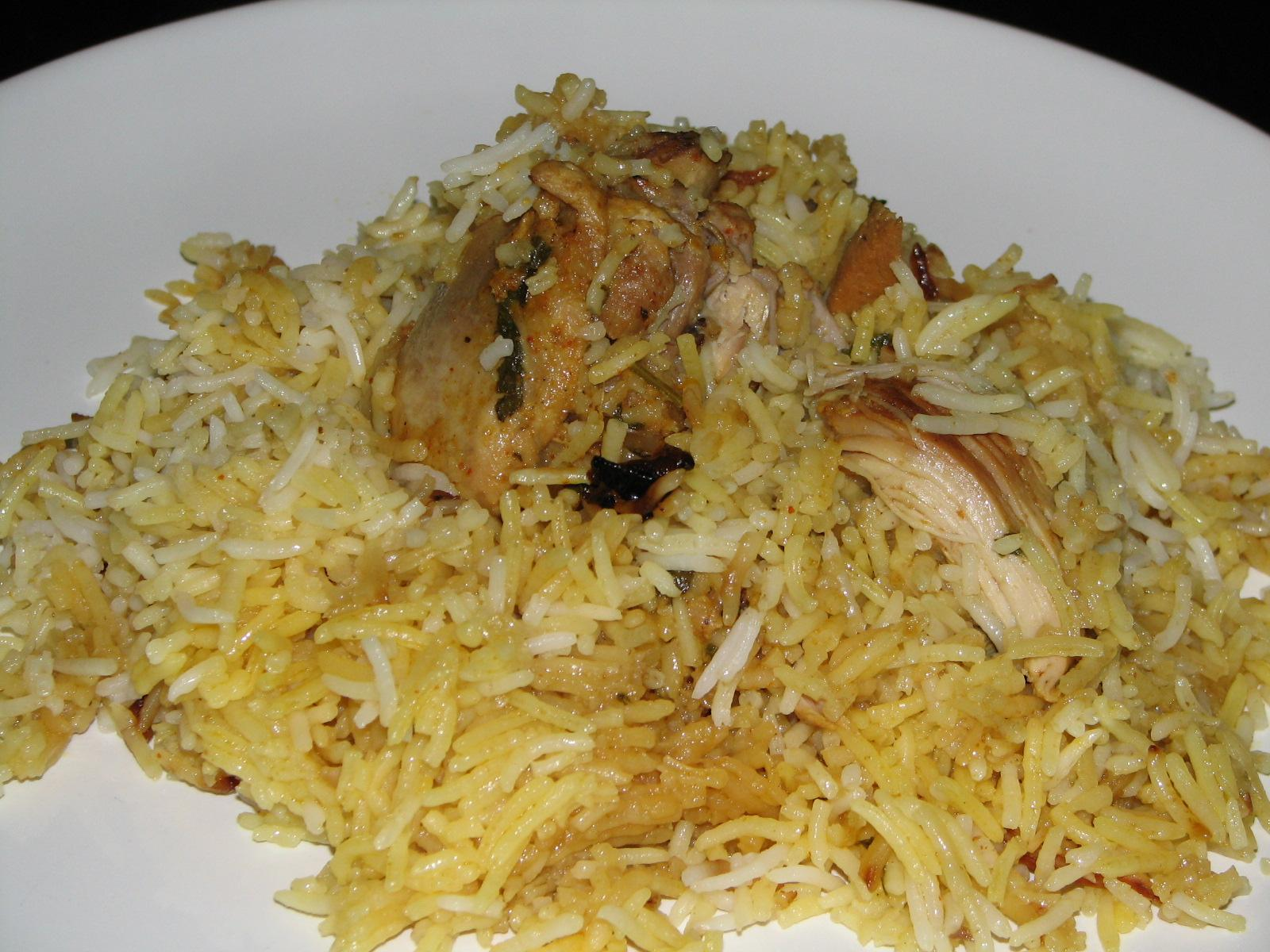
Chicken Dum Biryani es uno de los manjares de Awadh.
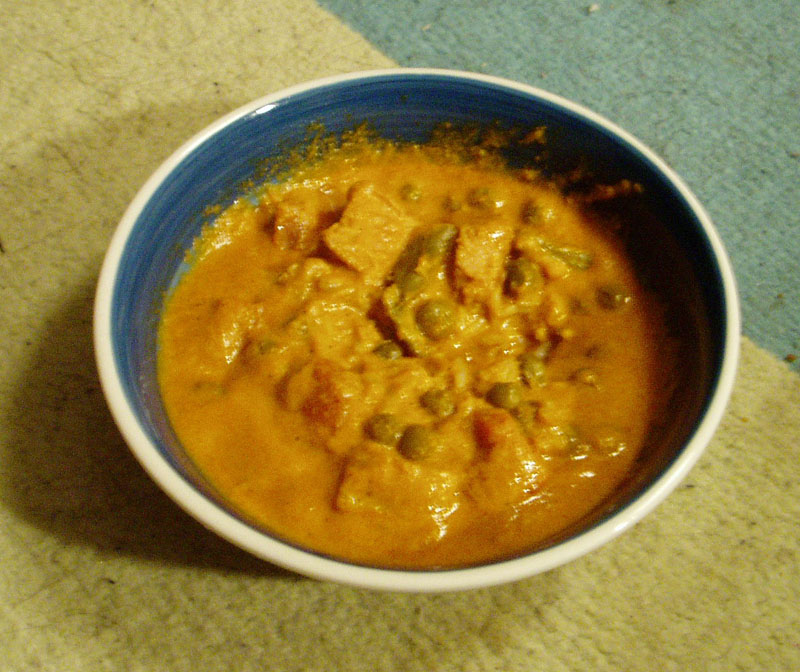
Navratan Korma
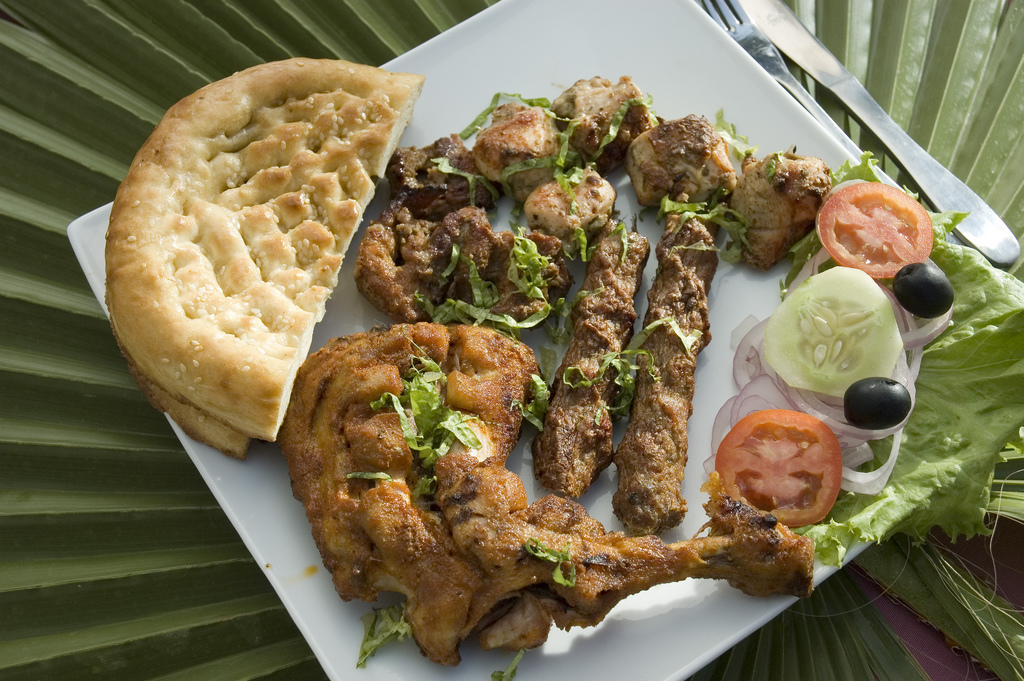
Platos persas introducidos en la región de Awadh.
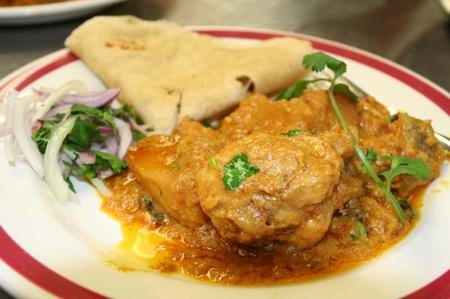
Pollo al Curry con Chapati.

### Estilo de cocina
Dum dena: este es un método utilizado con frecuencia en la cocina Awadh. 'Dum' significa literalmente 'aliento' y el proceso consiste en colocar los ingredientes semi-cocinados en una olla o deg, sellar el utensilio con masa de harina y aplicar fuego de carbón muy lento desde la parte superior, colocando un poco de carbón vivo en la tapa, y un poco abajo.

## Deportes

### Complejo deportivo Faizabad
El Faizabad Sports Complex Loc: 26°43′47″N 82°08′17″E / 26.72972, 82.13806 es un nuevo complejo deportivo que está siendo counstruido actualmente. El nuevo complejo deportivo tendría césped artificial, pista sintética, piscina olímpica, campo de cricket, hostales y otras instalaciones necesarias. 

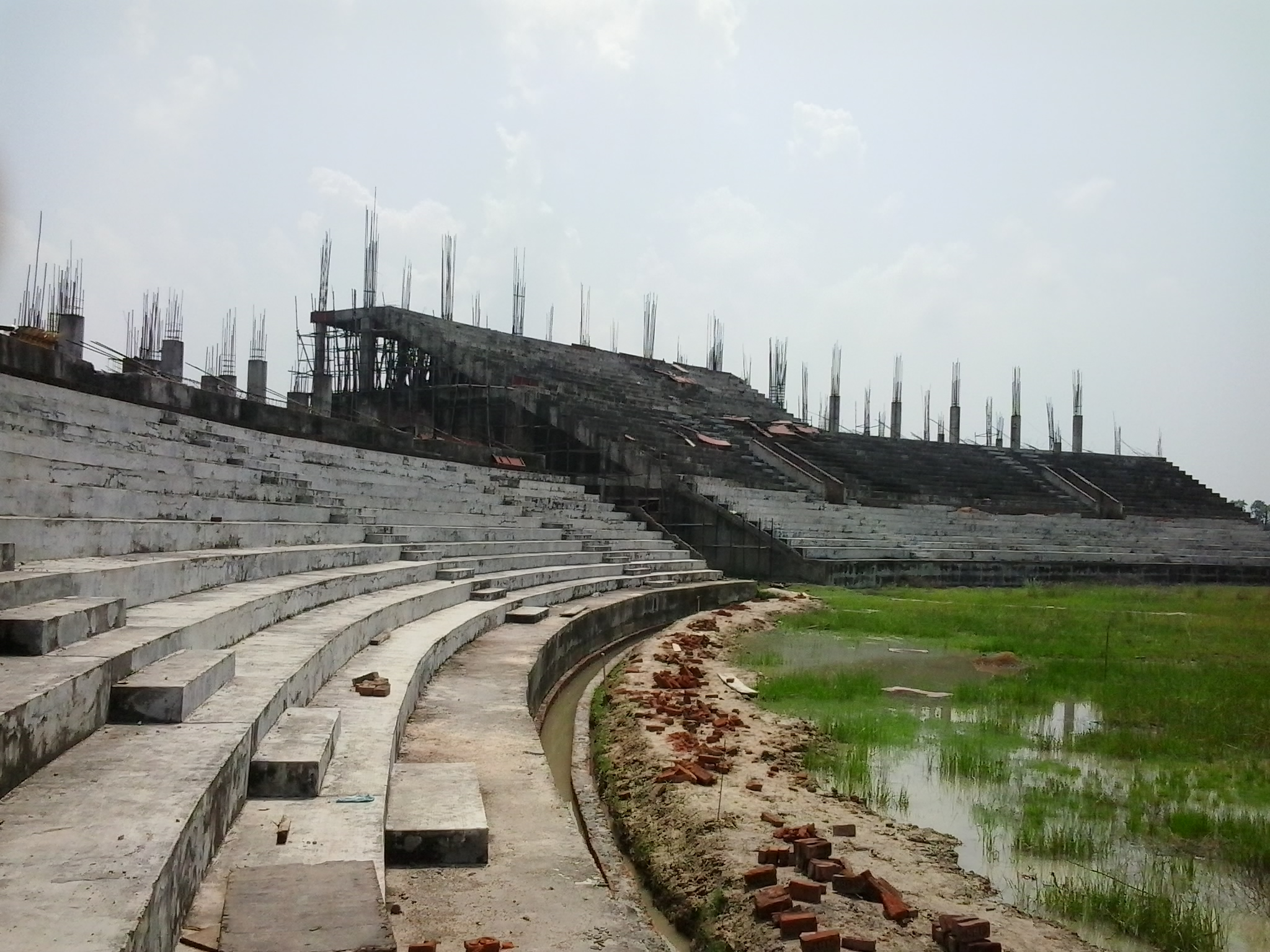
Estadio de Faizabad en construcción

## Homónimos
La ciudad de Fyzabad en Trinidad y Tobago fue llamada así cuando trabajadores de Faizabad y otros distritos de Uttar Pradesh fueron llevados a la isla. Hay ciudades con el mismo nombre en Tayikistán (Faizobod) o en Afganistán (Fayzabad, Badakhshan), Fayzabad en Afganistán es la sede administrativa de la provincia de Badakhshan.

## Gente notable
- Begum Akhtar o Akhtari Bai Faizabadi, cantante
- Mir Anees, poeta urdu
- Pooja Batra, actriz
- Brij Narayan Chakbast, poeta urdu del siglo XIX a quien se le atribuye la primera traducción del Ramayana al urdu
- Abhishek Chaubey, director de cine de Bollywood
- Kathleen Crofton, una bailarina inglesa, nació en Faizabad.
- Narendra Deva, teórica política
- Barry Hay, cantante de pop nacido en Faizabad
- Indu Jain, propietario de Bennett, Coleman & Co. Ltd, Times of India Group, la persona más rica de Forbes India.
- Vinay Katiyar, político
- Akhil Kumar, boxeador indio y olímpico
- Francis Quinton, un jugador de cricket inglés, nacido en Faizabad.
- Mirza Muhammad Rafi Sauda, nacido en Faizabad.
- Anushka Sharma, actriz de Bollywood
- Ravindranath Tewari, exministro
- Nivedita Tiwari, actriz
- Brij Bhushan Mani Tripathi, político indio
- Mitrasen Yadav, político